# Reimut Reiche
Reimut Reiche (Esslingen am Neckar, 20 juni 1941) is een Duitse socioloog, seksuoloog, auteur en psychoanalyticus.
Reiche was een activist in de Berlijnse Sozialistischer Deutscher Studentenbund, waarvan hij in 1966 een van de leiders werd. In Frankfurt behoorde hij tot de linksradicale Revolutionärer Kampf. In beide steden studeerde hij sociologie. Hierna werkte hij onder andere voor het Institut für Sexualwissenschaft en voor de Johann Wolfgang Goethe-Universiteit. In 1991 promoveerde hij op het werk Geschlechterspannung.
Reiche is een aanhanger van Sigmund Freud en bezocht van 1973 tot 1980 het Sigmund-Freud-Institut in Frankfurt am Main. Hierna begon hij een praktijk als psychoanalyticus.